# Lužice (ort i Tjeckien, Ústí nad Labem)
Lužice är en ort i Tjeckien.   Den ligger i regionen Ústí nad Labem, i den nordvästra delen av landet, 60 km nordväst om huvudstaden Prag. Lužice ligger 246 meter över havet och antalet invånare är 446.
Terrängen runt Lužice är kuperad åt nordost, men åt sydväst är den platt. Runt Lužice är det ganska glesbefolkat, med 25 invånare per kvadratkilometer. Närmaste större samhälle är Most, 8,4 km väster om Lužice. Trakten runt Lužice består till största delen av jordbruksmark.